# Spagat
Ein Spagat (vom italienischen: spaccata „Grätsche“ bzw. spaccare „spalten“) ist eine Akrobatik-Übung, bei der jemand die Beine so weit spreizt, dass sie eine gerade Linie bilden. Die Übung kommt in diversen Kampfsportarten, im Fitness- und Tanzsport, im Turnen, im Yoga sowie beim Ballett, Voltigieren, Limbo-Skating und Schautanz vor.

## Formen
Es gibt zwei Formen des Spagats:

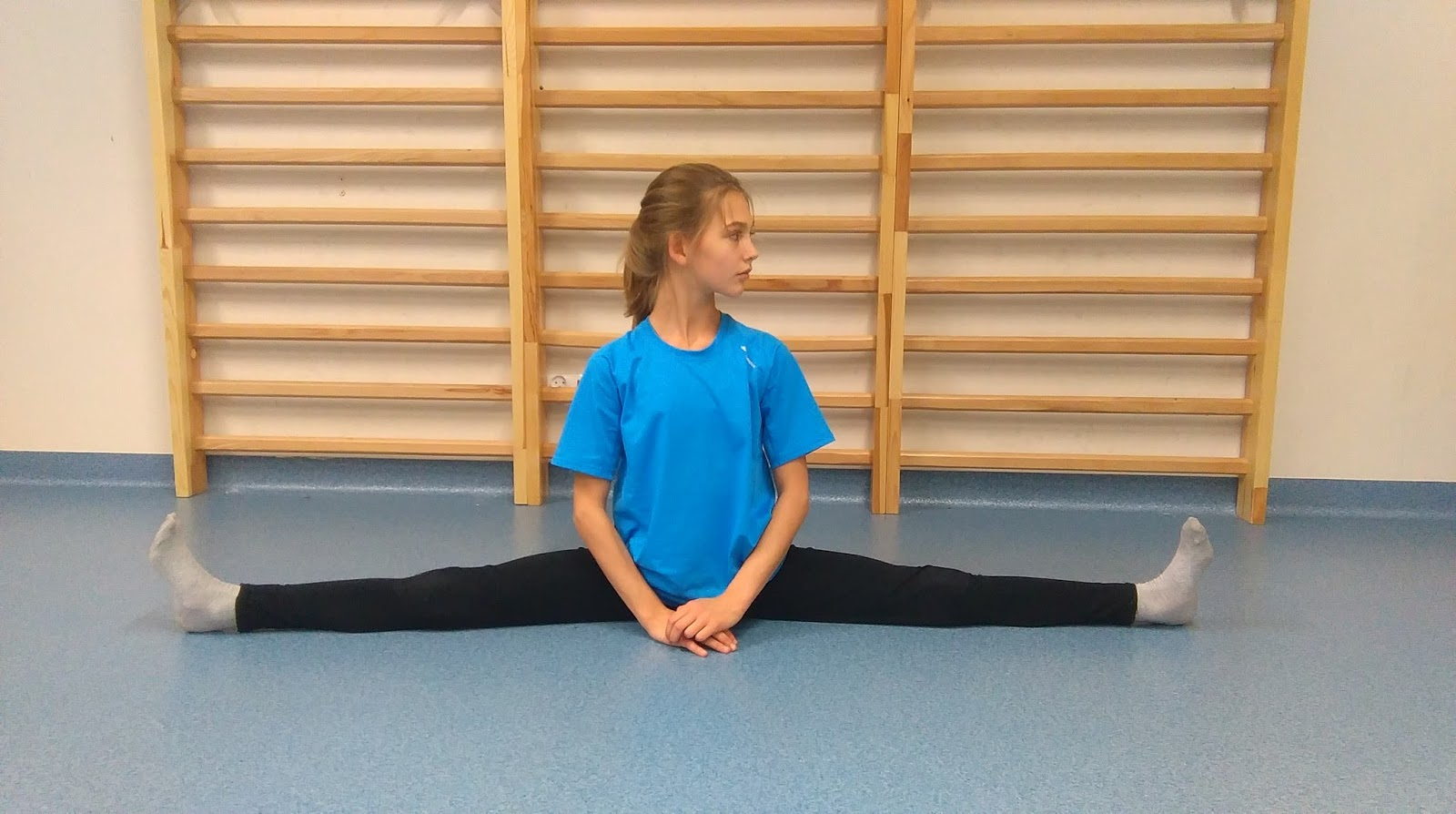
Seitspagat

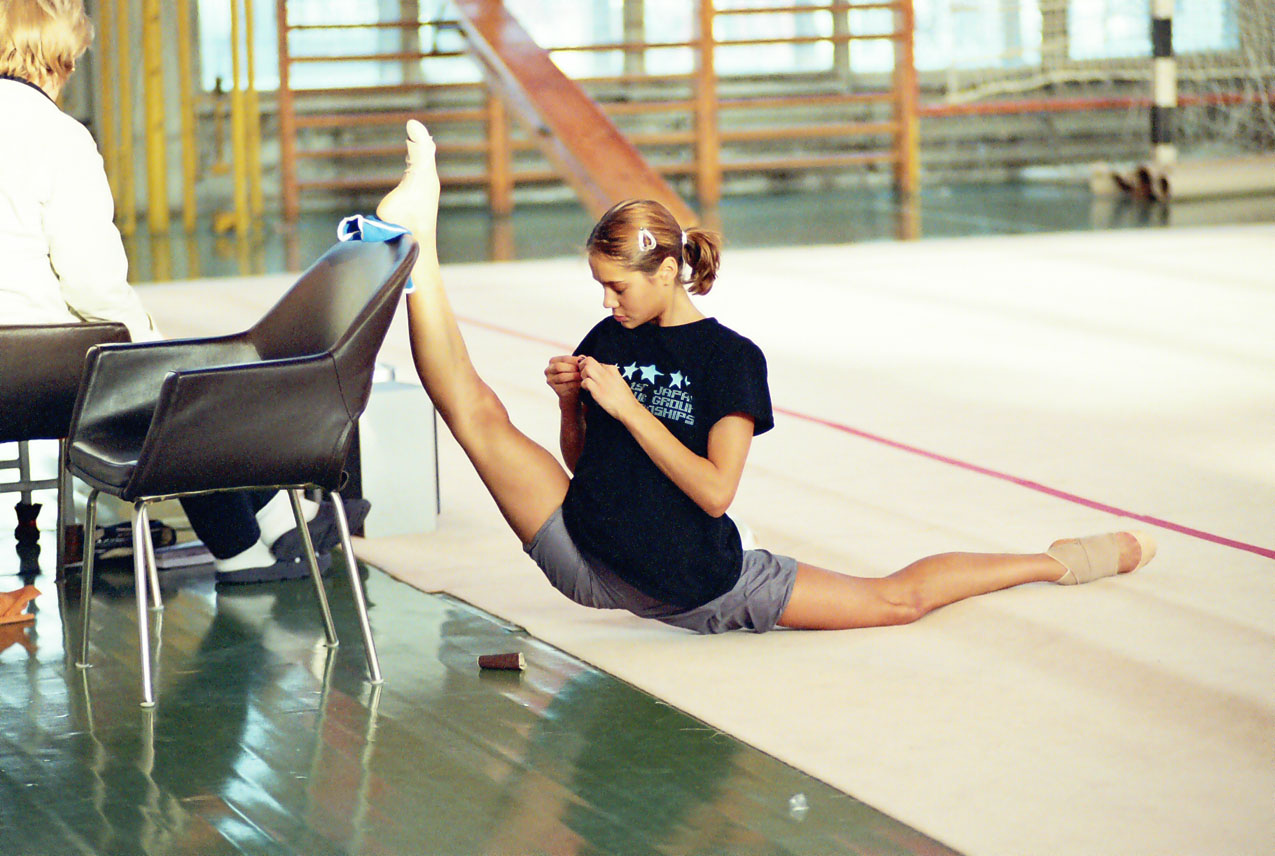
Irina Wiktorowna Tschaschtschina im Überspagat

 Querspagat (Längsspagat/Frauenspagat)
dabei wird das Bein möglichst gerade nach vorne, sprich vom Körper weggespreizt; das heißt, mit dem linken oder rechten Bein nach vorn und dem jeweils anderen nach hinten zeigend.
 Seitspagat (Herren-/Männerspagat)
bei dem beide Beine seitlich vom Körper abgespreizt werden; diese Art ähnelt der Grätsche.
Jede der beiden Formen kann am Boden stehend, auf einem Bein oder in Umkehrhaltung (Handstand, Kopfstand oder Unterarmstand) ausgeführt werden. In den Umkehrhaltungen sind hierbei die Beine durch das eigene Körpergewicht passiv gespreizt, im Gegensatz zu einer aktiven Spreizung durch die Kraft der Beinmuskulatur.
 Unter einem Überspagat versteht man, dass die Beine beim Querspagat noch weiter gespreizt werden, so dass sie einen überstumpfen Winkel bilden. Dies kann man beispielsweise erreichen, indem die Füße auf Gegenstände gelagert werden, wie etwa bei einem Spagat zwischen zwei Stühlen.

## Metapher
Im Deutschen wird der Begriff häufig im übertragenen Sinne benutzt, um auszudrücken, dass jemand zwei (meist argumentativ, aber auch räumlich) gegensätzliche Positionen zu überbrücken versucht. Beispiel: Ein Manager schafft/versucht den Spagat zwischen seiner Familie in Hamburg und seinen Überstunden bei der Firma in München.

### Trainingsanleitungen Querspagat
- Academie de Danse: Querspagat
- Amy van Deusen: How to Do a Split (englisch)

### Trainingsanleitungen Seitspagat
- Academie de Danse: Seitspagat
- Amy van Deusen: How to Do a Center Split (englisch)